# Pello Urizar
Pello Urizar Karetxe (Mondragón, Guipúzcoa, 1968) es un político español de ideología nacionalista vasca. Fue secretario general de Eusko Alkartasuna (EA) de 2009 a 2019.

## Biografía
De profesión técnico informático, cursó estudios de Formación Profesional de segundo grado en las áreas de Electrónica e Informática. A lo largo de su carrera, ha trabajado principalmente en el sector de las cooperativas, área en la que se ha especializado y profundizado. En 1999, junto con otros compañeros, fundó una cooperativa de servicios, en la cual ha trabajado desde entonces.

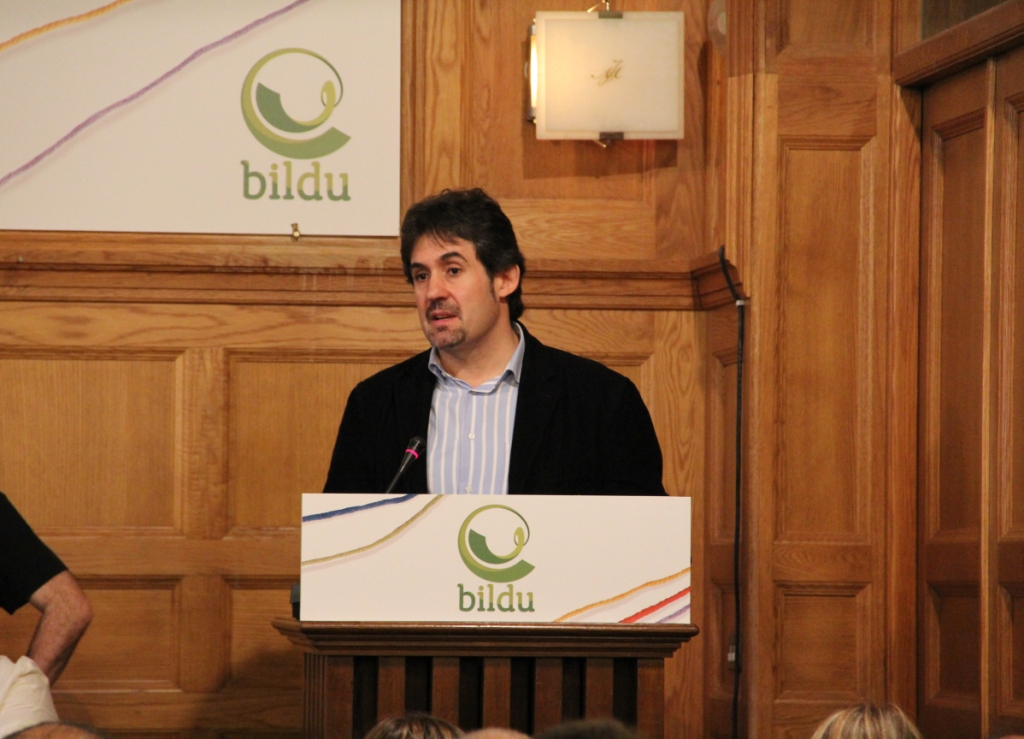
Pello Urizar en una rueda de prensa de Bildu en abril de 2011

Como militante de Gazte Abertzaleak, ocupó el cargo de secretario general entre 1996 y 1998, etapa durante la que también formó parte de la Ejecutiva Nacional de EA; después, desempeñando diversas responsabilidades tanto a nivel local como regional. Así, fue miembro de la Ejecutiva Regional de Guipúzcoa (2000-2009) y en las elecciones de 2007 fue elegido concejal en el Ayuntamiento de Mondragón, un cargo que ya ocupó entre 1995 y 1997.
Asumió la secretaría general del partido en el Congreso Nacional celebrado los días 20 y 21 de junio de 2009 en Vitoria, donde fue elegido por aclamación. Urizar apostó por ahondar en la vía soberanista iniciada por su predecesor Unai Ziarreta y estrechar lazos con la izquierda abertzale.
Se presentó a las elecciones al Parlamento Vasco de octubre de 2012 en el segundo lugar de la lista de la coalición EH Bildu por Guipúzcoa, resultando elegido para el puesto.
En 2017 Urizar logró revalidar su cargo de secretario general de EA por un ajustado margen frente al otro candidato, Maiorga Ramírez. En 2019 presentó su dimisión.